# Renulina
Renulina es un género de foraminífero bentónico de la familia Peneroplidae, de la superfamilia Soritoidea, del suborden Miliolina y del orden Miliolida. Su especie tipo es Renulina opercularia. Su rango cronoestratigráfico abarca el Luteciense (Eoceno medio).

## Descripción
- En 1850, Sorby describió las espículas reniformes como "reni-form bodies" y sugirió que podrían ser restos de foraminíferos si eran conchas.
- En 1876, Blake las clasificó como foraminíferos perforados, creando la especie Renulina sorbyana.
- Posteriormente, Hinde (1885) describió espículas similares de la esponja silícea Geodites, que coincidían con las descripciones de Sorby y Blake.
- Hinde (1890) también las describió como Rhaxella perforata, indicando que en secciones delgadas son indistinguibles de las espículas reniformes sueltas de ambas especies.[3]

## Clasificación
Renulina incluye a las siguientes especies:
- Renulina complanata †
- Renulina cretacea †
- Renulina opercularia †